# Таникадзэ Кадзиносукэ
Кадзиносукэ Таникадзэ (яп. 谷風梶之助 Таникадзэ Кадзиносукэ, 8 сентября 1750 – 27 февраля 1795) — японский борец сумо, живший в Период Эдо. Он был первым борцом, награждённым титулом ёкодзуна, снискал большую известность и победил в 21 турнире. Он также был тренером Раидэна Тамээмона. В официальном списке всех ёкодзун, составленном в 1895 Дзиммаку Кюгоро, он стоит на четвёртом месте после легендарного Акаси Сиганосукэ, чьё существование оспаривается, и двух известных чемпионов эпохи Эдо, Аягавы и Маруямы.

## Начало карьеры
Таникадзэ родился в городе Сэндай (имя при рождении — Ёсиро (与四郎)). Его дебют в сумо состоялся в 1769 году, когда ему было 19 лет. Имея рост 189 см и вес 162 кг, он был буквально гигантом в сравнении с большинством японских мужчин того времени.
В высшем дивизионе Кадзиносукэ выиграл 258 схваток, проиграл 14. Он становился чемпионом 21 раз. Он был Великим Чемпионом до своей смерти в 1795 году.